# 12 Discípulos
 (mars 2017).
Si vous disposez d'ouvrages ou d'articles de référence ou si vous connaissez des sites web de qualité traitant du thème abordé ici, merci de compléter l'article en donnant les références utiles à sa vérifiabilité et en les liant à la section « Notes et références ».
Albums de Eddie Dee
Biografía
(2001) The Final Countdown
(2007)
Singles
1. Intro – 12 Discípulos
Sortie : 24 avril 2004
2. Punto y Aparte
Sortie : 19 mai 2004
3. Si Tu No Cuidas Tu Mujer
Sortie : 26 septembre 2004
4. El Taladro
Sortie : 27 décembre 2005

12 Discípulos (en français : 12 disciples) est un album du chanteur et compositeur portoricain du genre reggaeton Eddie Dee, sorti en 2004 et distribué de façon indépendante par Diamond Music.

## Présentation
Les 12 Discípulos est un ensemble d'artistes invités qui comprend, en plus de Eddie Dee, onze autres musiciens reggaeton comptant parmi les plus demandés du genre à l'époque. Il s'agit notamment de Daddy Yankee, Ivy Queen, Tego Calderón, Voltio, Vico C, Zion y Lennox, Nicky Jam, Johnny Prez, Gallego et Wiso G.
L'album présente des collaborations de plusieurs producteurs de musique portoricains, notamment DJ Adam, DJ David, DJ Urba & Monserrate, Ecko, Gran Omar, Luny Tunes, Mr. G, The Majestic, Noriega (es), Rafy Mercenario et Santana. L'enregistrement et la production ont lieu dans le studio personnel de Dee à Río Piedras (Porto Rico), fin 2003.
De cet album sont extraits quatre singles, dont le premier titre éponyme de l'opus qui regroupe les douze artistes. Il est suivi de Punto y Aparte, Si Tu No Cuidas Tu Mujer et El Taladro.
Dans le Billboard Top Latin Albums, l'album a culminé au numéro cinq, dans le Billboard Tropical Albums (en), il a dominé le classement en no 1 pendant trois semaines consécutives. Il a également réussi à atteindre la 18e place du Billboard Independent Albums chart.
Le succès commercial de l'album a amené Machete Music (en) à sortir une réédition sous forme d'édition spéciale en décembre 2005.

## Liste des titres
| 1.    | Intro – Los 12 Discípulos            | Eddie Ávila, Raymond Ayala, Martha Pesante, Tegui Calderón, Julio Ramos, Luis Cruz, Felix Ortiz, Gabriel Pizarro, Nick Rivera, Ismael Torres, Luis Ortiz | Mr. G, The Majestic      | Eddie Dee, Daddy Yankee, Ivy Queen, Tego Calderón, Voltio, Vico C, Zion y Lennox, Nicky Jam, Johnny Prez, Gallego, Wiso G | 4:29 |
| 2.    | ¿ Cuando Es ? / ¡ Wao !              | Ávila | DJ Adam                  | Eddie Dee | 3:20 |
| 3.    | Donde Hubo Fuego / Pa'tras, Pa'lante | Ávila, Ayala, Victor Cabrera, Francisco Saldana | Luny Tunes               | Daddy Yankee | 3:25 |
| 4.    | Punto y Aparte                       | Rosario, Saldana, Eliel Lind | Luny Tunes               | Tego Calderón | 3:24 |
| 5.    | Se Te Apagó El Bling, Bling          | Ávila, Cruz | Ecko, Vico C             | Vico C | 4:01 |
| 6.    | Tienes Que Hacerlo                   | Ortiz, Pizarro | Mr. G, The Majestic      | Zion y Lennox | 2:49 |
| 7.    | Tu y Yo                              | Ávila, Rivera, Alberto Aguilera | Luny Tunes               | Nicky Jam | 2:42 |
| 8.    | Si Tu No Cuidas Tu Mujer             | Ávila, Cabrera, Saldana | Luny Tunes               | Eddie Dee | 3:58 |
| 9.    | Atrevida Bandolera                   | Ávila, Ramos | Mr. G, The Majestic      | Voltio | 3:12 |
| 10.   | ¿ Que Es La Que Hay ?                | Ávila, Pesante | Noriega, Rafi Mercenario | Ivy Queen | 2:51 |
| 11.   | Nebuleando Conmigo / Sueltate        | Ávila, Jonathan Rodriguez | Mr. G, The Majestic      | Johnny Prez | 3:46 |
| 12.   | Medley 2004                          | Ávila, Luis Torres Ortiz | DJ David                 | Wiso G | 3:11 |
| 13.   | 12 Meses                             | Ismael Torres | DJ Urba & Monserrate     | Gallego | 4:19 |
| 14.   | Sácame El Guante                     | Ávila | Cookee                   | Eddie Dee | 4:10 |
| 15.   | Censuarme (Remix - Titre bonus)      | Ávila | DJ Urba & Monserrate     | Eddie Dee | 3:32 |
| 53:08 |                                      | |                          | |      |

| Special Edition US | Special Edition US                                            | Special Edition US | Special Edition US       | Special Edition US | Special Edition US | Special Edition US | Special Edition US | Special Edition US | Special Edition US |
| No                 | Titre                                                         | Paroles | Musique                  | Interprète(s) | Durée              |                    |                    |                    |                    |
| ------------------ | ------------------------------------------------------------- | --- | ------------------------ | --- | ------------------ | ------------------ | ------------------ | ------------------ | ------------------ |
| 1.                 | El Taladro (featuring Daddy Yankee)                           | Eddie Ávila, Raymond Ayala | DJ Urba & Monserrate     | Eddie Dee feat. Daddy Yankee | 3:25               |                    |                    |                    |                    |
| 2.                 | La Locura Automatica                                          | Ávila, Gustavo Laureano | Santana                  | La Secta (en) feat. Eddie Dee | 4:05               |                    |                    |                    |                    |
| 3.                 | Quítate Tu Pa' Ponerme Yo (Los 12 Discípulos) (Version album) | Ávila, Ayala, Martha Pesante, Tegui Calderón, Julio Ramos, Luis Cruz, Felix Ortiz, Gabriel Pizarro, Nick Rivera, Ismael Torres, Luis Ortiz                                                      | Mr. G, The Majestic      | Eddie Dee, Daddy Yankee, Ivy Queen, Tego Calderón, Voltio, Vico C, Zion y Lennox, Nicky Jam, Johnny Prez, Gallego, Wiso G                 | 4:29               |                    |                    |                    |                    |
| 4.                 | ¿ Cuando Es ? / ¡ Wao !                                       | Ávila | DJ Adam                  | Eddie Dee | 3:20               |                    |                    |                    |                    |
| 5.                 | Donde Hubo Fuego / Pa' tras, pa' lante                        | Ávila, Ayala, Victor Cabrera, Francisco Saldana | Luny Tunes               | Daddy Yankee | 3:25               |                    |                    |                    |                    |
| 6.                 | Punto y Aparte                                                | Rosario, Saldana, Eliel Lind | Luny Tunes               | Tego Calderón | 3:24               |                    |                    |                    |                    |
| 7.                 | Se Te Apagó El Bling, Bling (Remix)                           | Ávila, Cruz | DJ Adam                  | Vico C | 3:57               |                    |                    |                    |                    |
| 8.                 | Tienes Que Hacerlo (Remix)                                    | Ortiz, Pizarro | Santana                  | Zion y Lennox | 2:55               |                    |                    |                    |                    |
| 9.                 | Tu y Yo                                                       | Ávila, Rivera, Alberto Aguilera | Luny Tunes               | Nicky Jam | 2:42               |                    |                    |                    |                    |
| 10.                | Si Tu No Cuidas Tu Mujer                                      | Ávila, Cabrera, Saldana | Luny Tunes               | Eddie Dee | 3:58               |                    |                    |                    |                    |
| 11.                | Atrevida Bandolera / El estudio (Remix)                       | Ávila, Ramos | Santana                  | Voltio | 3:10               |                    |                    |                    |                    |
| 12.                | ¿ Que Es La Que Hay ?                                         | Ávila, Pesante | Noriega, Rafi Mercenario | Ivy Queen | 2:51               |                    |                    |                    |                    |
| 13.                | Nebuleando Conmigo / Sueltate                                 | Ávila, Jonathan Rodriguez | Mr. G, The Majestic      | Johnny Prez | 3:46               |                    |                    |                    |                    |
| 14.                | Medley 2006                                                   | Ávila, Luis Torres Ortiz | DJ David                 | Wiso G | 3:11               |                    |                    |                    |                    |
| 15.                | 12 Meses                                                      | Ismael Torres | DJ Urba & Monserrate     | Gallego | 4:19               |                    |                    |                    |                    |
| 16.                | Sácame El Guante                                              | Ávila | Cookee                   | Eddie Dee | 4:10               |                    |                    |                    |                    |
| 17.                | Censuarme (Remix - Titre bonus)                               | Ávila | DJ Urba & Monserrate     | Eddie Dee | 3:32               |                    |                    |                    |                    |
| 18.                | Quítate Tu Pa' Ponerme Yo (Version salsa)                     | Eddie Ávila, Raymond Ayala, Martha Pesante, Tegui Calderón Rosario, Julio Irving Ramos Filomeno, Luis Armando Lozada Cruz, Felix Ortiz, Gabriel Pizarro, Nick Rivera, Ismael Torres, Luis Ortiz | Mr. G, The Majestic      | Eddie Dee, Daddy Yankee, Ivy Queen, Tego Calderón, Voltio, Vico C, Zion y Lennox, Nicky Jam, Johnny Prez, Gallego, Wiso G, Ismael Miranda | 4:51               |                    |                    |                    |                    |
| 65:30              |                                                               | |                          | |                    |                    |                    |                    |                    |

| 1. | Quítate Tu Pa' Ponerme Yo (Music Video)               | Eddie Ávila, Raymond Ayala, Martha Pesante, Tegui Calderón, Julio Ramos, Luis Cruz, Felix Ortiz, Gabriel Pizarro, Nick Rivera, Ismael Torres, Luis Ortiz                                        | Mr. G, The Majestic  | Eddie Dee, Daddy Yankee, Ivy Queen, Tego Calderón, Voltio, Vico C, Zion y Lennox, Nicky Jam, Johnny Prez, Gallego, Wiso G | 4:46 |
| 2. | Censurarme (Music Video)                              | Ávila | DJ Urba & Monserrate | Eddie Dee | 4:12 |
| 3. | Sácame El Guante (Music Video)                        | Ávila | Cookee               | Eddie Dee | 4:26 |
| 4. | Si Tu No Cuidas Tu Mujer (Music Video)                | Ávila, Cabrera, Saldana | Luny Tunes           | Eddie Dee | 4:12 |
| 5. | Quítate Tu Pa' Ponerme Yo (Salsa Version Music Video) | Eddie Ávila, Raymond Ayala, Martha Pesante, Tegui Calderón Rosario, Julio Irving Ramos Filomeno, Luis Armando Lozada Cruz, Felix Ortiz, Gabriel Pizarro, Nick Rivera, Ismael Torres, Luis Ortiz | Mr. G, The Majestic  | Eddie Dee, Daddy Yankee, Ivy Queen, Tego Calderón, Voltio, Vico C, Zion y Lennox, Nicky Jam, Johnny Prez, Gallego, Wiso G | 5:37 |
| 6. | El Diario De Eddie Ávila                              | |                      | |      |